# Bund Deutscher Mädel

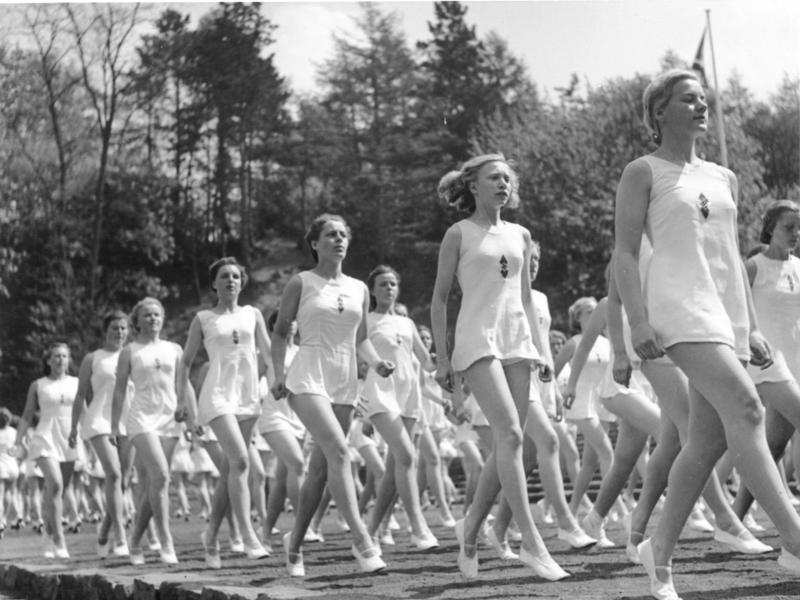
Bund Deutscher Mädels gymnastikövningar 1941.

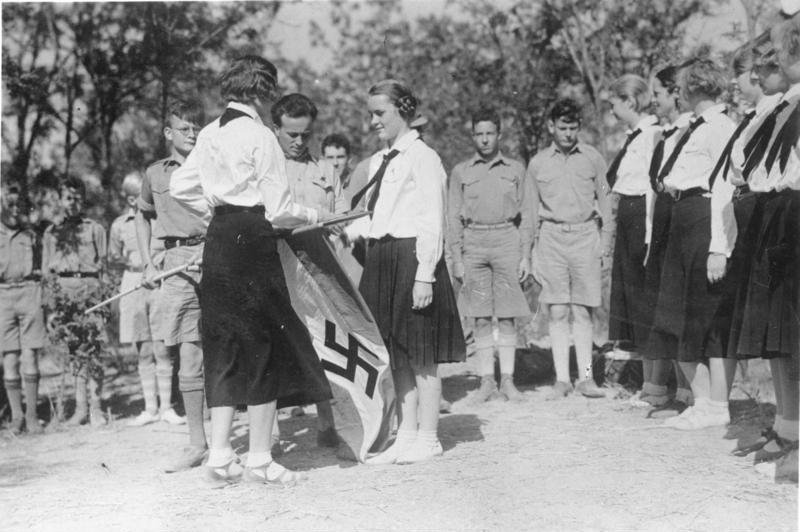
Bund Deutscher Mädel och Hitlerjugend i Kina 1935.

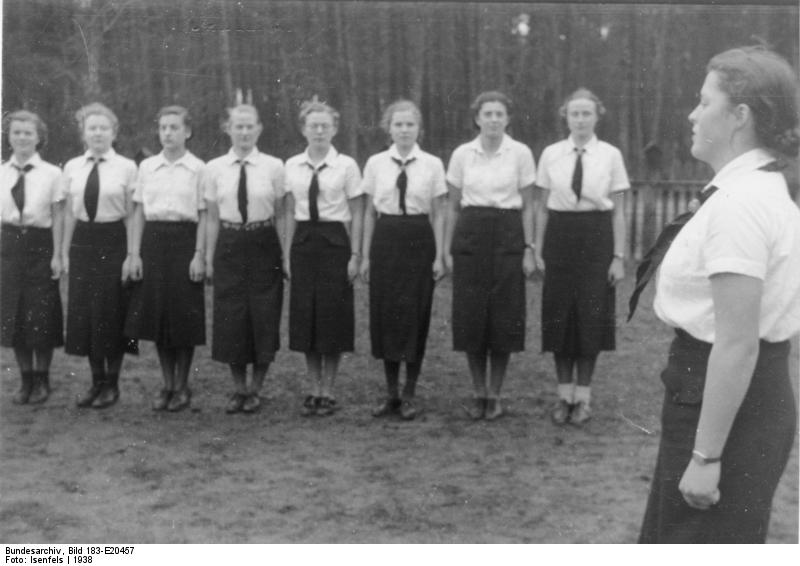
Bund Deutscher Mädel i Memelområdet 1938.

Bund Deutscher Mädel, BDM, var Nationalsocialistiska tyska arbetarepartiets (NSDAP) partiorganisation för flickor i åldern 14–18 år. BDM var den kvinnliga motsvarigheten till Hitlerjugend, partiorganisationen för pojkar. Genom "Lagen om Hitlerjugend" (tyska: Gesetz über die Hitlerjugend) som stiftades den 1 december 1936 förpliktigades alla "ariska" barn och ungdomar att bli medlemmar i dessa ungdomsorganisationer. År 1944 hade BDM 4,5 miljoner medlemmar. 
BDM gav ut sin egen tidning: Das Deutsche Mädel.

## Verksamhet
BDM:s uppgift var att indoktrinera flickor i den politiska ideologin: Jungmädelbund för yngre flickor hade inlett denna indoktrinering, men BDM lade en större tyngdpunkt på den politiska sidan av saken eftersom flickorna var äldre. För flickors del lades stor vikt vid indoktrinering i nazismens rasistiska version av biologi och vikten vid att endast ha sexuellt umgänge med "renrasiga" män. Sexualiteten beskrevs som något som endast skulle utövas med syfte att producera avkomma.
Nazismen betraktade barnafödande som kvinnans huvudsakliga uppgift i livet. Flickorna i BDM fick undervisning i barnavård, viss medicinsk kunskap (första hjälpen), barnuppfostran och hushållskunskap för att kunna fullfölja vad som betraktades som deras framtida uppgift som barnafödare och hemmafruar. 
BDM:s aktiviteter lades ofta på eftermiddagen under veckodagar för att göra det svårt för flickor att kunna göra sina läxor: syftet var att göra det svårt för flickor att få bra betyg i skolan och försvåra för dem att studera istället för att gifta sig.
BDM aktiverade flickor i fysiska aktiviteter som friluftsliv och idrott, som uppmuntrade tävlingsanda och sköttes enligt militaristiska mönster. Att vårda fysisk styrka och god hälsa ansågs mycket viktigt, då det hade att göra med flickors möjlighet att föda friska barn. 
BDM-flickor tränades hårt för att kunna delta i idrottstävlingar både nationellt och internationellt och betraktades som en av nazismens mer populära propagandabilder.
Efter Bund Deutscher Mädel fullgjorde den vuxna kvinnan ett års arbetstjänst i Reichsarbetsdienst der weiblichen Jugend (RADwfj), den kvinnliga avdelningen av rikstjänsten, innan hon kunde gå vidare till eventuell utbildning och yrkesliv.
I de allra flesta fall innebar arbetstjänsten arbete antingen på en bondgård eller med hushållsuppgifter hos en hemmafru med många barn, återigen i syfte att uppmuntra flickor i deras enda framtida uppgift som barnafödare och hemmafruar, vilket innebar att endast ämnen som hade att göra med barn eller hushåll ansågs relevanta för dem. Flickor var inte förbjudna att studera på universitet, men Nazistyskland införde kvoter som förbjöd högskolor att ta emot mer än ett visst antal kvinnliga studenter. 
Den vuxna kvinnan förväntades bli medlem i Nationalsozialistische Frauenschaft.
Under kriget förändrades BDM:s verksamhet. Efter 1943 blev det mer sällsynt med långa utflykter och friluftsresor och deltagande i idrottstävlingar, och flickorna aktiverades mer i krigsansträngningen; vissa flickor sändes under arbetsåret rentav iväg till ockuperade territorier i Öst för att städa rent hus i områden där det förekommit etnisk rensning och hjälpa nazistiska kolonister med hushållsarbete.
År 1944 infördes den allmänna mobiliseringsorden, Volksturm och det så kallade Varulvsprojektet. Även flickorna i BDM fick veta att de måste delta i det militära försvaret av sin hemtrakt, och de mottog därför samma träning i skytte, molotovkastning, sabotage och andra stridsövningar som länge hade gällt för pojkarna i Hitlerjugend.
Att träna kvinnor att delta i direkt strid var egentligen emot nazistisk ideologi, men vid samma tidpunkt började också vuxna kvinnor ges stridsträning. Hitler kommenterade att ingen oavsett kön borde förnekas möjligheten att ge sitt liv för fuhrern, och flickorna fick liksom pojkarna veta att deras plikt var att stanna och försvara faderlandet och att flykt innebar förräderi. Deras huvudsakliga uppgift var att komplettera riktiga soldater genom att fördröja och förhindra och sabotera fiendens framryckning. 
Både flickor och pojkar deltog också i verkliga strider som krypskyttar och sabotörer under slutstriderns 1944-1945, bland annat i slaget om Aachen, där amerikanska soldater vittnar om att de dödade flickor i strid, bland annat en krypskytt som dödat en soldat och visade sig vara en flicka i trettonårsåldern. Flickor deltog också i striderna under slaget om Warszawa organiserade i två gerillastyrkor, något som bekräftas av ryska dokument: dessa två gerillagrupper tycks ha bestått av flickor och kvinnor mellan 12 och 24 som mottagit en hastig gerillaträning på order av Gertrud Scholtz-Klink och kastats ut i striderna för att kompensera för bristen på tyska soldater, och de bekräftas ha dödat ryska soldater, även om det inte finns information om deras egna dödstal. Flickor ur BDM deltog också i försvaret under slaget om Berlin, bland annat i försvaret av Tempelhof acrodome.

## Ordförande
- Martha Aßmann, 1930-1931
- Elisabeth Greiff-Walden, 1931-1933
- Lydia Gottschewski, 1933
- Trude Mohr, 1933-1937
- Jutta Rüdiger, 1937-1945

## Organisation
| Deutsche Jungvolk (DJ) pojkar 10–14 1931–1945 | Hitlerjugend (HJ) pojkar 14–18 1924–1945 | Jungmädelbund (JM) flickor 10–14 1932–1945 | Bund Deutscher Mädel (BDM) flickor 14–18 1932–1945 |
| --------------------------------------------- | ---------------------------------------- | ------------------------------------------ | -------------------------------------------------- |
| Gebiet                                        | Gebiet                                   | Obergau Gebiet från 1943                   | Obergau Gebiet från 1943                           |
| Bann                                          | Bann                                     | Untergau Bann från 1943                    | Untergau Bann från 1943                            |
| Jungstamm                                     | Stamm                                    | Jungmädelring                              | Mädelring                                          |
| Fähnlein                                      | Gefolgschaft                             | Jungmädelgruppe                            | Mädelgruppe                                        |
| Jungzug                                       | Schar                                    | Jungmädelschar                             | Mädelschar                                         |
| Jungenschaft                                  | Kameradschaft                            | Jungmädelschaft                            | Mädelschaft                                        |

## Grader
1939-1943
1. Reichsreferentin
2. Obergauführerin
3. Gauführerin
4. Untergauführerin
5. Mädelringführerin
6. Mädelgruppenführerin
7. Mädelscharführerin
8. Mädelschaftsführerin

|  |

1943-1945
1. Reichsreferentin
2. Gebietsmädelführerin
3. Hauptmädelführerin
4. Bannmädelführerin
5. Mädelringführerin
6. Mädelhauptgruppenführerin
7. Mädelgruppenführerin
8. Mädelscharführerin
9. Mädelschaftsführerin

Källa:

## Fälttecken for Bund Deutscher Mädel (BDM) och Jungmädel (JM)

BDM-Untergau
BDM-Gruppe
JM-Untergau
JM-Gruppe